# TOO MUCH PUSSY! フェミなあばずれ、性教育ツアーで大暴れ
『TOO MUCH PUSSY! フェミなあばずれ、性教育ツアーで大暴れ』（英: TOO MUCH PUSSY! Feminist Sluts, a Queer X Show）は、2010年に製作されたフランス・ドイツのドキュメンタリー映画。
日本では、2011年に第6回関西クィア映画祭で上映された（大阪：9月17日/日本プレミア、京都：10月22日）。

## キャスト
- ウェンディ・ドローム（フランス語版）
- マッド・ケイト
- マツゲライ・マツゲライ